# Блай-ле-Мин
Блай-ле-Мин (фр. Blaye-les-Mines, окс. Blaia de las Minas) — коммуна во Франции, находится в регионе Юг — Пиренеи. Департамент — Тарн. Входит в состав кантона Кармо-2 Валле-дю-Серу. Округ коммуны — Альби.
Код INSEE коммуны — 81033.

## География
Коммуна расположена приблизительно в 540 км к югу от Парижа, в 75 км северо-восточнее Тулузы, в 12 км к северу от Альби.
На востоке коммуны протекает река Канду.

## Климат
Климат умеренно-океанический. Зима мягкая и дождливая, лето жаркое с частыми грозами. Ветры довольно редки.

## Население
Население коммуны на 2010 год составляло 3074 человека.
| 1962 | 1968 | 1975 | 1982 | 1990 | 1999 | 2010 |
| ---- | ---- | ---- | ---- | ---- | ---- | ---- |
| 5898 | 5526 | 4563 | 3919 | 3227 | 2950 | 3074 |

## Администрация
| Период | Период | Фамилия      | Партия                              | Примечания                                   |
| ------ | ------ | ------------ | ----------------------------------- | -------------------------------------------- |
| 1947   | 1964   | Элуа Каброль |                                     |                                              |
| 1964   | 1971   | Робер Гаррик |                                     |                                              |
| 1971   | 1989   | Жан Кутули   | Французская коммунистическая партия | член генерального совета кантона (1973—1982) |
| 1989   | 2001   | Ги-Пьер Фабр | Социалистическая партия             | член генерального совета кантона (1994—2008) |
| 2001   | 2020   | Андре Фабр   | Социалистическая партия             | член генерального совета кантона с 2008      |

## Экономика
В 2007 году среди 1802 человек в трудоспособном возрасте (15—64 лет) 1176 были экономически активными, 626 — неактивными (показатель активности — 65,3 %, в 1999 году было 58,8 %). Из 1176 активных работали 1027 человек (520 мужчин и 507 женщин), безработных было 149 (59 мужчин и 90 женщин). Среди 626 неактивных 198 человек были учениками или студентами, 247 — пенсионерами, 181 были неактивными по другим причинам.

## Фотогалерея

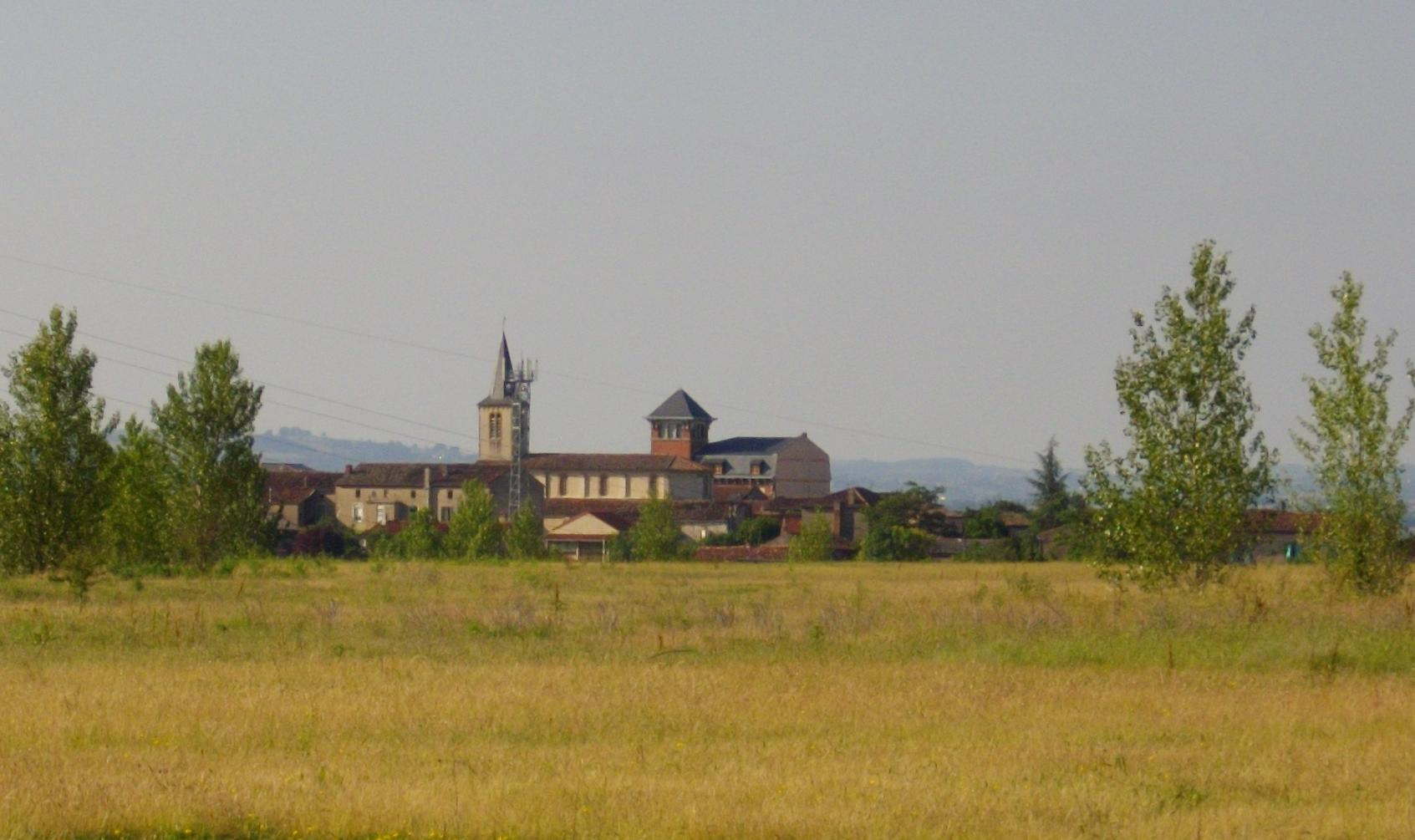
Блай-ле-Мин
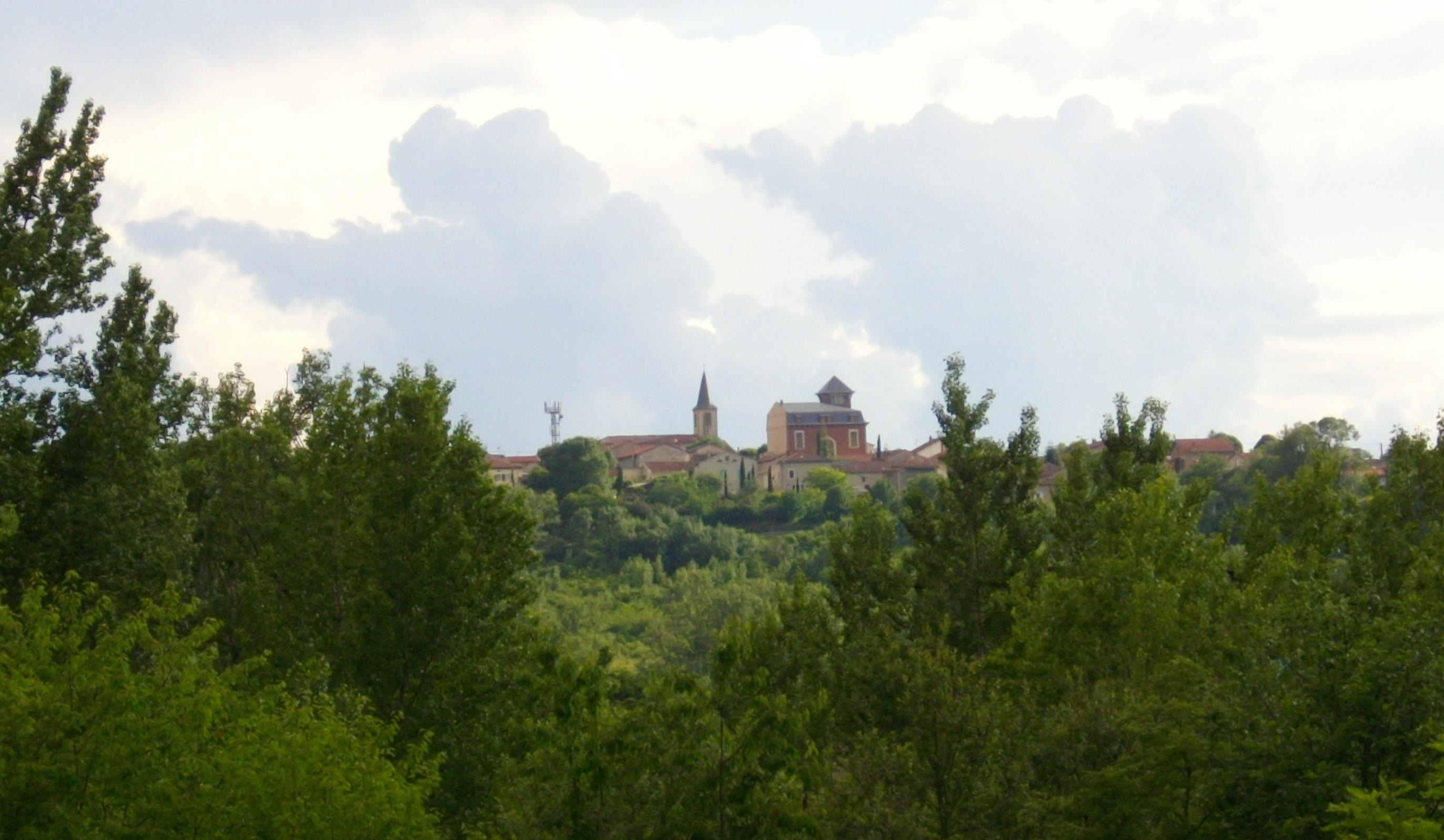
Блай-ле-Мин
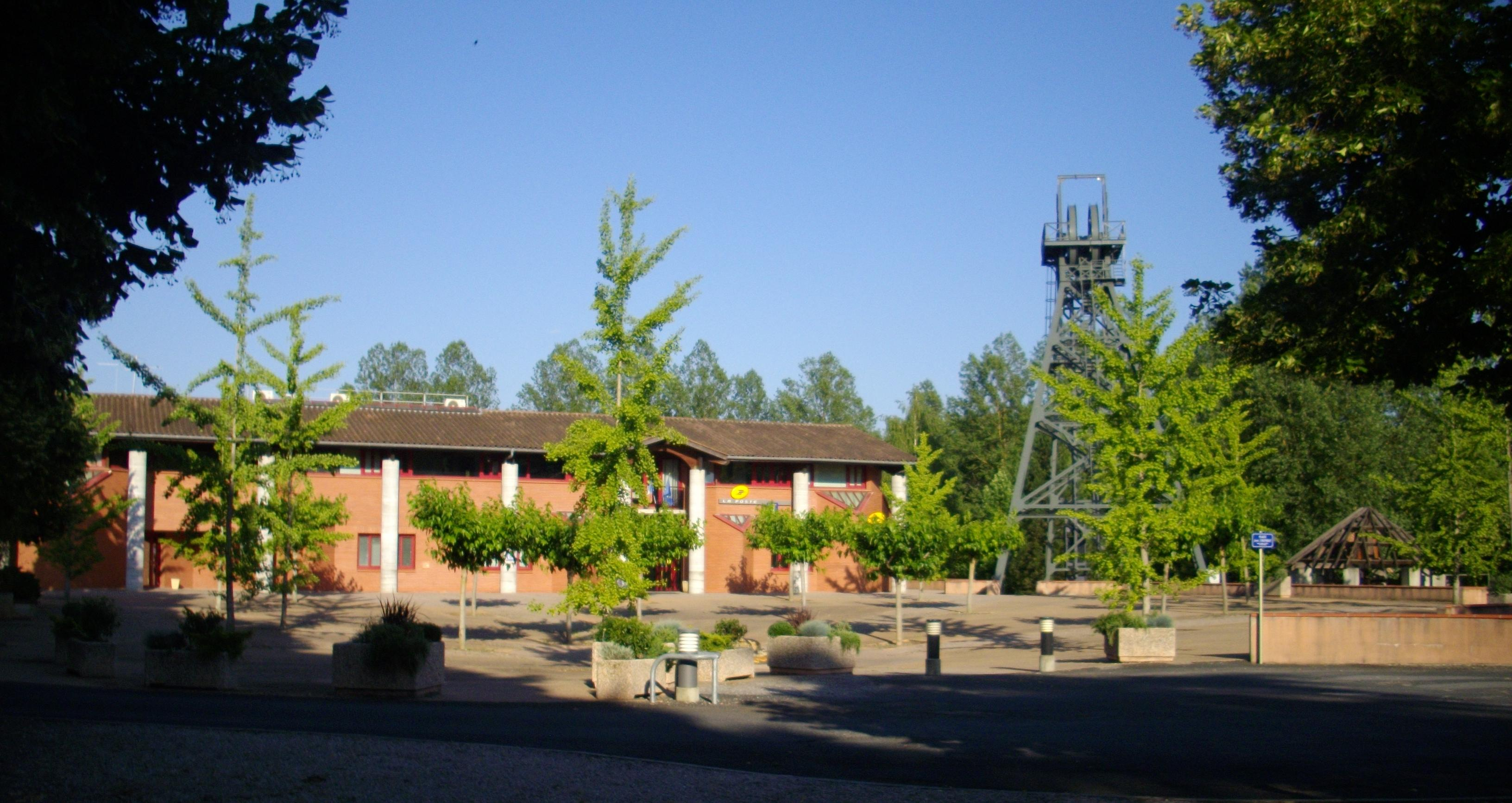
Мэрия
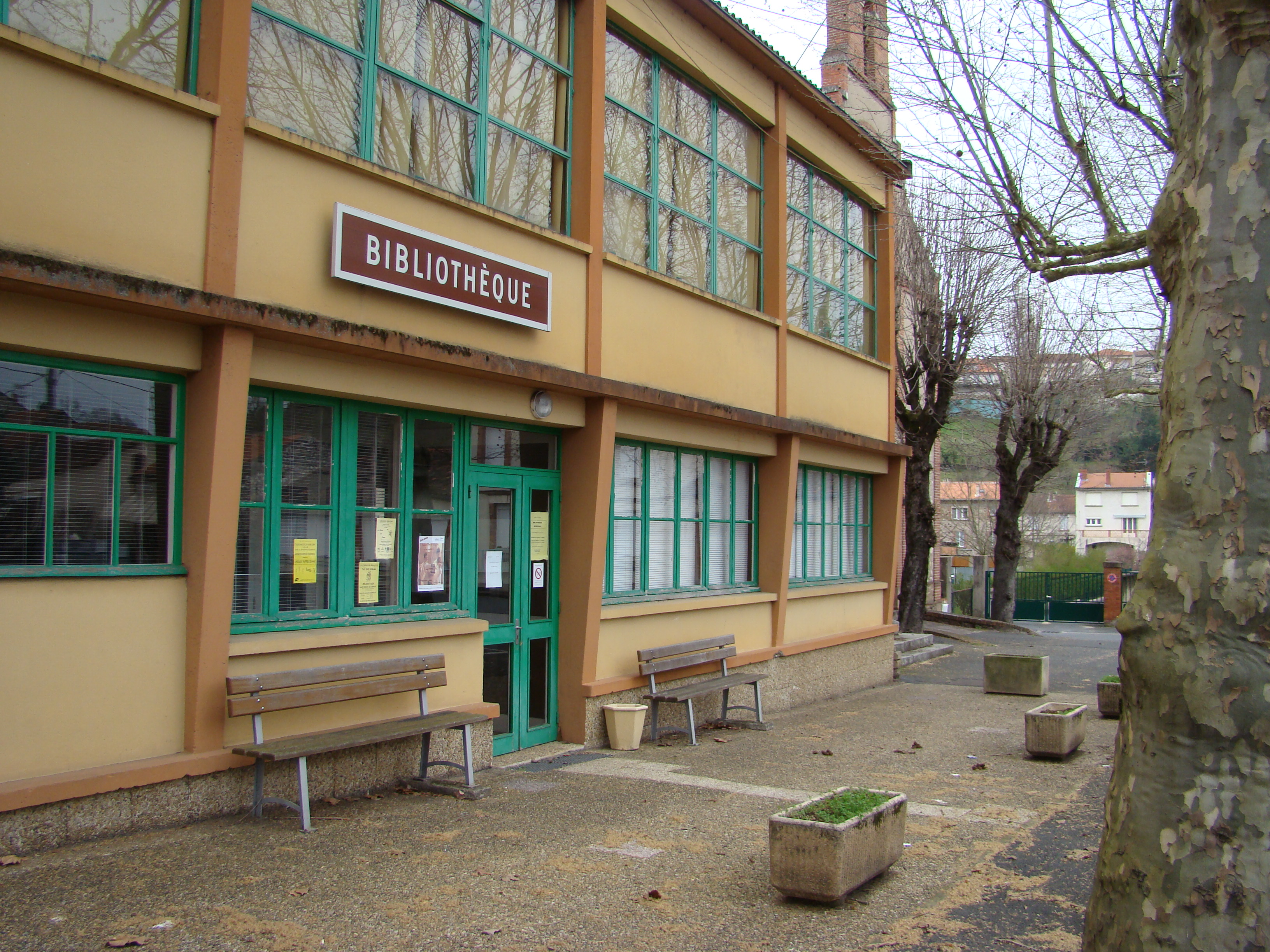
Библиотека
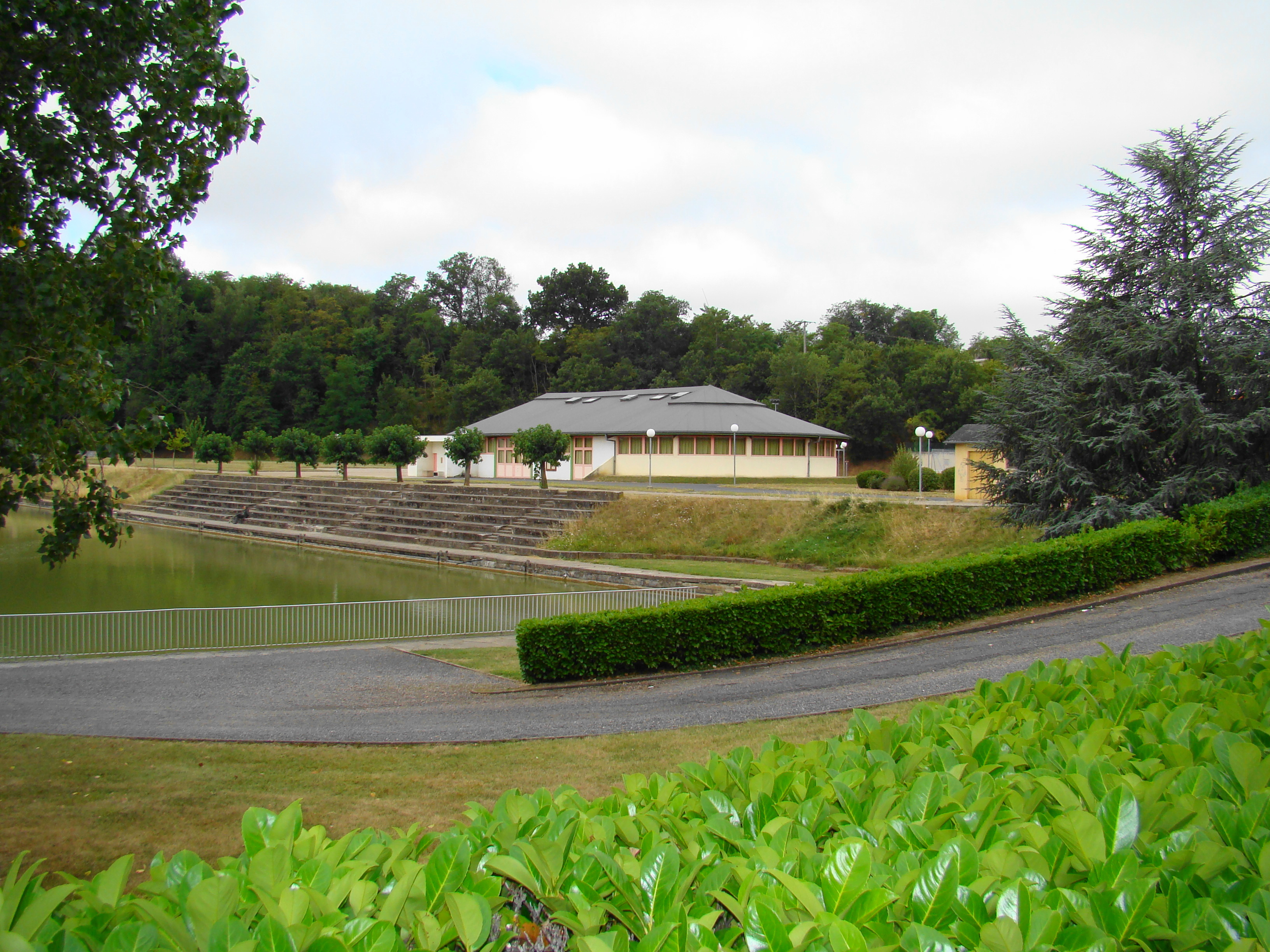